# سانت كروا
سانت كروا هي احدا جزر العذراء الأمريكية، مع سانت جون وسانت توماس، تشكل جزر العدراء الأمريكية، أرخبيل جزء من جزر الأنتيل. سانت كروا هي أكبر وأقصى الجزر الثلاث. إنها ملك للولايات المتحدة. تغطي مساحتها 215  كم 2، يبلغ عدد سكانها 50,600 نسمة تعداد عام 2010 ولها مدينة الرئيسية كريستيانستيد و المدينة الثانية هي فريدريكستيد.
الجزيرة لها وجه مزدوج. من جهة، غابة استوائية شاسعة وشعاب مرجانية وشواطئ صخرية مليئة بالصبار العملاق. من ناحية أخرى، على الساحل الجنوبي، يوجد ميناء حاويات كبير بجوار مصفات، وهي واحدة من أكبر عشر مصافي نفط في العالم، والتي تعالج 500,000 برميل من النفط الخام من فنزويلا يوميًا. بفضل الازدهار الطويل لمزارع قصب السكر، التي لم يتوقف استغلالها حتى عام 1966، قامت سانت كروا بتنويع اقتصادها، مع التركيز على الصناعة والسياحة الساحلية والكازينوهات. لم تتخل الجزيرة عن تقاليدها في السكر: تأسست عام 1760 ، وتواصل معمل تقطير كروزان إنتاج الروم بفضل عصير قصب مستورد من جزر الكاريبي الأخرى.

## التاريخ
أول أوروبي يصل إلى الجزيرة هو كريستوفر كولومبوس عام 1493 خلال رحلته الثانية إلى العالم الجديد. ثم قام الأخير بتعمدها سانتا كروز (سانت كروا).
في 1625، احتلها الهولنديون ولكن تم فكها بسرعة من طرف الإنجليز في 1645. ولكن الإنجليز طردوا بدورهم من قبل الإسبان في 1650. وفي العام التالي أصبحت الجزيرة الفرنسية بفضل مسابقة فارس فيليب دو لونجفيلييه دي بونسي الذي سمح بالاستحواذ بأمر من فرسان الإسبتارية. ظلت الجزيرة فرنسية من استعادتها من قبل هوسبيتالرز في عام 1651 حتى إعادة بيعها في عام 1733 إلى شركة الهند الغربية الدنماركية ثم تم أخذها مباشرة من قبل فريدريك الخامس ملك الدنمارك في 1754. جزر الهند الغربية الدنماركية. وفي عام 1917، اشترت الولايات المتحدة الجزيرة. في عام 1986، كان هناك 50 متحدثًا فقط من الدنمارك، وجميعهم تجاوزوا 75 عامًا. كانوا جميعًا ثنائيو اللغة الإنجليزية والدنماركية.

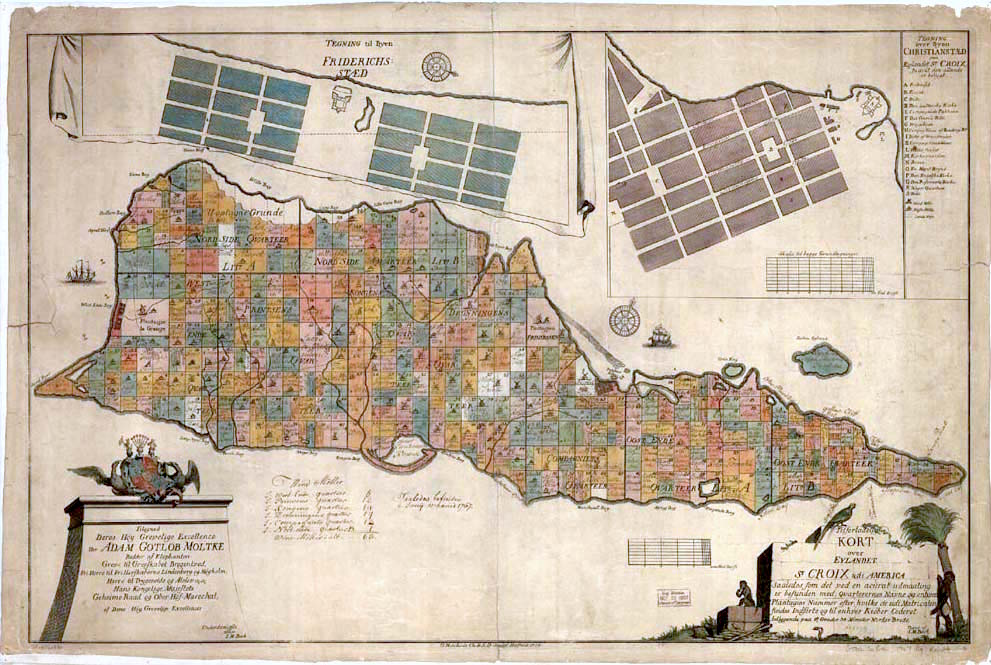
1754 خريطة دانمركية للجزيرة

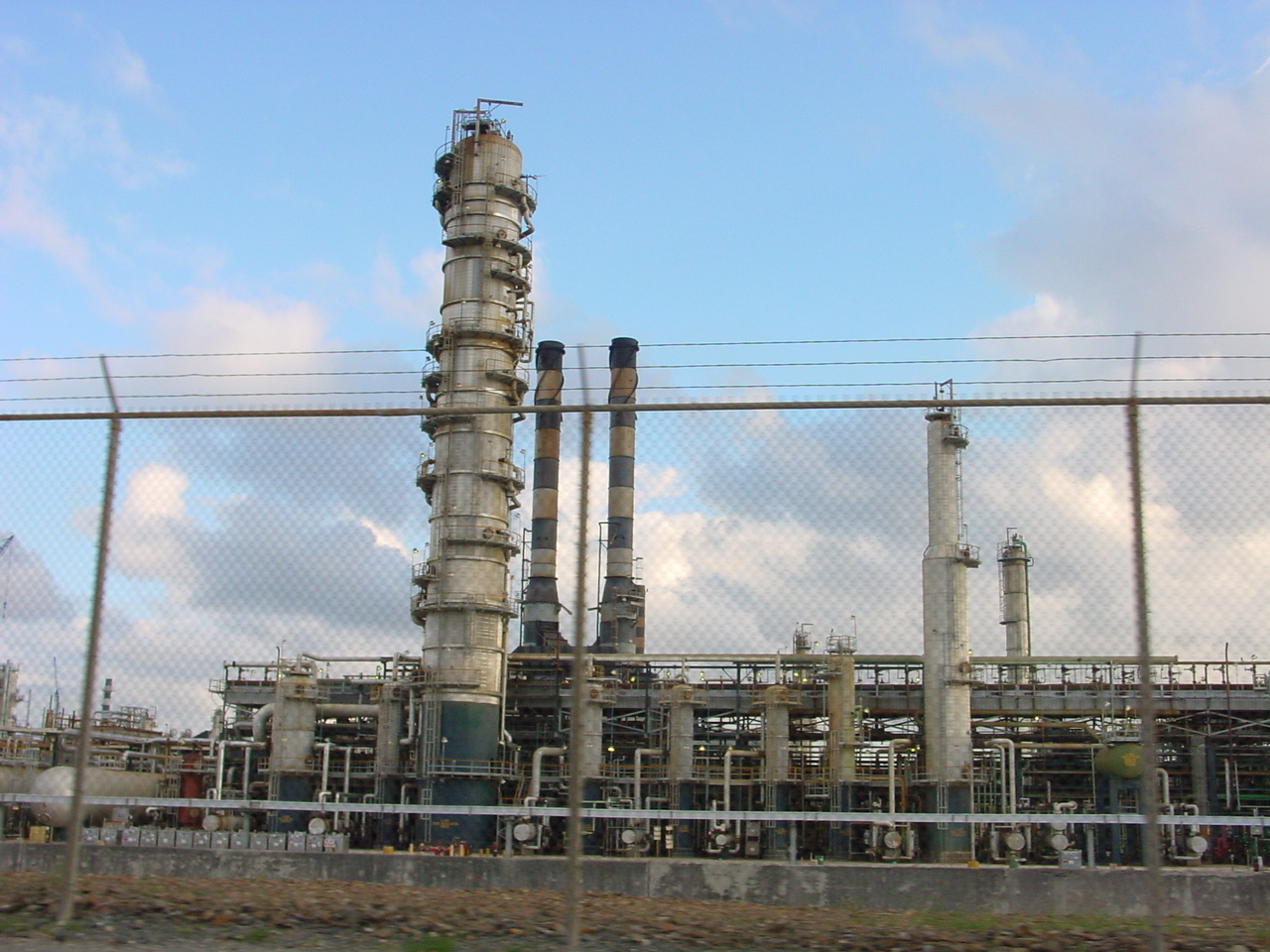
مصفاة النفط HOVENSA

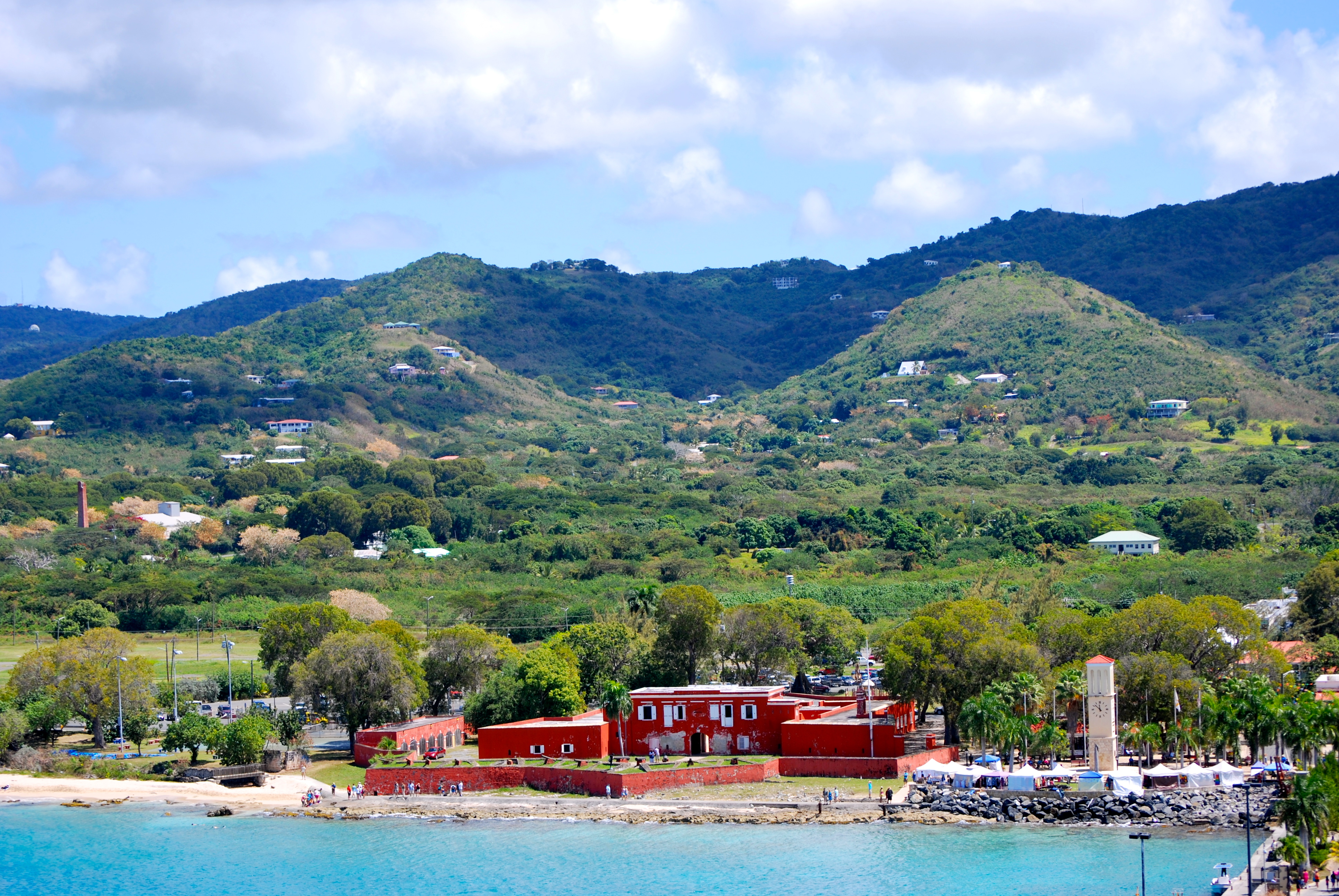
حصن فريدريك في فريدريكستيد